# Pointillisme
Pointillisme (fransk) er en malerisk fremgangsmåde, hvor farverne påsættes ublandede og pletvis (au pointillé, dvs. udført med punkter i stedet for med penselstrøg og flydende linjer), så maleren ikke blander farverne på lærredet. Dette optikske princip overlader det til beskuerens øje at "blande" farverne, som i deres ubrudte lysstyrke giver stærkere og mere umiddelbare sanseindtryk. Metoden er delvis gennemført i impressionistisk kunst. Jean-François Raffaellis fremgangsmåde i Kludesamleren er at bruge oliefarver i tørre stifter og tegne med dem som i pastelteknikken. Det er på sin vis et udslag af pointillisme.
Også i ældre kunst er der tilløb til pointillisme som hos Jean-Baptiste-Siméon Chardin.

## Ekstern henvisning
- Signac, le pointillisme expliqué en trois (petits) points

| Kunst | Spire Denne artikel om kunst er en spire som bør udbygges. Du er velkommen til at hjælpe Wikipedia ved at udvide den. |